# Down to Earth
Down to Earth är ett musikalbum av Ozzy Osbourne, utgivet den 16 oktober 2001.

## Låtförteckning
1. "Gets Me Through" (Ozzy Osbourne, Tim Palmer) – 5:04
2. "Facing Hell" (Osbourne, Palmer, Scott Humphrey, Geoff Nicholls) – 4:26
3. "Dreamer" (Osbourne, Marti Frederiksen, Mick Jones) – 4:45
4. "No Easy Way Out" (Osbourne, Palmer) – 5:06
5. "That I Never Had" (Osbourne, Joe Holmes, Robert Trujillo, Frederiksen) – 4:24
6. "You Know... Pt. 1" (Osbourne, Palmer) – 1:06
7. "Junkie" (Osbourne, Holmes, Trujillo, Frederiksen) – 4:28
8. "Running Out of Time" (Osbourne, Frederiksen, Jones) – 5:06
9. "Black Illusion" (Osbourne, Palmer, Andy Sturmer, Nicholls) – 4:21
10. "Alive" (Osbourne, Danny Saber) – 4:54
11. "Can You Hear Them?" (Osbourne, Holmes, Trujillo, Frederiksen) – 4:59

### Bonusspår på importutgåvan
1. "No Place for Angels" (Osbourne, Palmer, Nicholls) - 3:23

## Musiker
- Ozzy Osbourne - sång
- Zakk Wylde - gitarr
- Robert Trujillo - elbas
- Mike Bordin - trummor
- Danny Saber - trummor
- Tim Palmer - gitarr, trummor, keyboard, mixning, produktion, bakgrundssång